# Václav Josef Holas
Václav Josef Holas (30. srpna 1917 Ústup – 16. července 1982 Zákupy) byl český římskokatolický duchovní, člen řádu augustiniánů, nositel augustiniánské řádové tradice v Bělé pod Bezdězem a v České Lípě.

## Život
Narodil se v obci Ústup (farnost Olešnice na Moravě) jako Václav Holas. Ve třinácti letech mu zemřel otec. Jeho bratr Josef studoval na pražském akademickém gymnáziu a po maturitě plánoval vstoupit do augustiniánského řádu. V roce 1936 však zemřel. Václav, který měl původně převzít rodinné hospodářství, se rozhodl vstoupit k augustiniánům místo něj.
Do augustiniánského řádu skutečně vstoupil, v roce 1945 složil věčné sliby a o rok později byl vysvěcen na kněze. Působil nejprve v Praze v konventu při kostele sv. Tomáše, později v Zaječově a Dolním Ročově. Od roku 1948 byl kaplanem v České Lípě a zároveň administrátorem uprázdněného kláštera v Bělé pod Bezdězem.
V roce 1949 dosavadní převor augustiniánského kláštera v Domažlicích, P. Václav Sedláček, uprchl za hranice a P. Holas byl ustanoven na jeho místo. V roce 1950 byl v rámci Akce K internován a následně prožil dva roky u PTP. Po návratu do civilu nedostal státní souhlas a proto se vrátil k rodině do Ústupu a staral se o hospodářství. V roce 1968 se mohl vrátit k duchovní správě. Byl ustanoven ve farnosti Bedřichov u Lysic. Zanedlouho si jej však vyžádal biskup Trochta a ustanovil jej spolu s dalším augustiniánem, P. Pešou (rovněž rodákem z olešnické farnosti), od r. 1969 na děkanství do České Lípy. V osobách P. Holase a P. Peši se tedy vrátil do České Lípy augustiniánský řád, který v dějinách města mnoho znamenal.
P. Holas byl v České Lípě pouze rok. V roce 1970 zemřel v nedalekých Zákupech tamní kněz, P. Surý, a P. Holas byl ustanoven místo něj. Zde prožil pak celý zbytek života. Zemřel 16. července 1982 a byl pohřben v Olešnici na Moravě.